# Roccella-Acqua dei Corsari
Roccella-Acqua dei Corsari è la settima unità di primo livello di Palermo.
È situata nella zona sud-orientale della città; fa parte della II Circoscrizione.
La zona, caratterizzata da edilizia residenziale, è delimitata dalla zona industriale Brancaccio e la zona Sperone (Palermo); è composta dalle zone Roccella e Acqua dei Corsari, collocata sulla Strada statale 113 Settentrionale Sicula.
Il quartiere è servito dalle linee bus AMAT 210, 224, 226, 231. Inoltre nel 2015 è stato inaugurato il nuovo sistema tramviario di Palermo, in particolare, il terminal Roccella rappresenta il capolinea del Tram 1, che collega l'omonima zona alla stazione di Palermo Centrale.

## Descrizione
Oggi di Roccella va sempre più scomparendo l'immagine della borgata tra mare e campagna degli inizi 900, e sempre più i cantieri ne modificano le sembianze. Il quartiere dalla fine del 2009 ospita la più vasta area commerciale della Sicilia occidentale: il centro commerciale Forum Palermo.
La zona marinara presso il Porto della Bandita, di tipo residenziale, è nota come la Bandita. Oggi il porto viene utilizzato da piccole imbarcazioni da diporto e non dispone di alcun servizio. Il fondale è molto basso, ma molto propenso alla pesca.

## Storia ed economia
Nucleo di piccole case, già abitato sul finire del XIX secolo, è stato inglobato nel tessuto urbano di Palermo, lasciando ben poche tracce del vecchio borgo affacciato sul lungomare. Un tempo la zona era di grande rilievo per la pesca locale, oggi le coste della Bandita sono perlopiù usate a scopo d'attracco turistico per le imbarcazioni. Poco sviluppato invece il turismo balneare, data la vicinanza con il Porto di Palermo.
La zona è interamente attraversata dalla Strada statale 113 Settentrionale Sicula.
Inoltre a Roccella si è ultimato il lavoro per il Tram di Palermo Linea 1, che dal centro commerciale giungerà alla stazione centrale. Sono stati ultimati 18 dicembre 2014 i lavori per la stazione denominata Stazione di Roccella del Passante ferroviario di Palermo, che collega la nuova periferia al centro della città. In corso anche un ripristino ambientale della costa marina.
Nonostante la sua posizione sul mare, la zona non è balneabile. Inoltre negli ultimi decenni sono stati effettuati interventi per il recupero della balneabilità; con l'avvio della condotta sottomarina di allontanamento delle acque depurate, si otterrà un miglioramento. Tuttavia la vista del lungomare è molto suggestiva, per la sua posizione che offre la visione completa di Palermo. Lungo la costa insistono edifici di archeologia industriale dove si producevano mattoni, ormai inattivi da qualche decennio.